# Matthew Golden
Matthew Golden (Houston, 1º agosto 2003) è un giocatore di football americano statunitense che milita nel ruolo di wide receiver per i Green Bay Packers della National Football League (NFL).

## Carriera universitaria

### Houston
Golden iniziò a giocare nel college football a Houston nel 2022, venendo nominato subito titolare. Nel 12º turno ricevette 8 passaggi per 127 yard e 2 touchdown nella vittoria su East Carolina. Chiuse l’annata con 38 ricezioni per 584 yard e 7 touchdown. Nella settimana 3 della stagione 2023 ricevette 4 passaggi per 56 yard e ritornò 4 kickoff per 132 yard e un touchdown, nella sconfitta contro TCU, venendo premiato come giocatore degli special team della settimana della Big 12 Conference. Nella settimana 7 ritornò un kickoff per 99 yard in touchdown nella vittoria su West Virginia.
Il 7 dicembre 2023 Golden annunciò che avrebbe cambiato istituto.

### Texas
Il 16 dicembre 2023 Golden annunciò che si sarebbe trasferito a Texas. Nella stagione regolare 2024 guidò la squadra con 49 ricezioni per 787 yard e 8 touchdown. Texas perse contro Georgia nella finale della Southeastern Conference (SEC) e si qualificò per i College Football Playoff, dove batté Clemson e Arizona State. Il 13 gennaio 2025 Golden annunciò che sarebbe passato tra i professionisti.

## Carriera professionistica

### Green Bay Packers
Golden fu scelto nel corso del primo giro (23º assoluto) del Draft NFL 2025 dai Green Bay Packers. Fu il primo wide receiver scelto nel primo giro dai Packers da Javon Walker nel 2002.